# 蒂德山
81°17′S 85°13′W / 81.283°S 85.217°W
蒂德山（英語：Mount Tidd），是南極洲的山峰，位於埃爾斯沃思地，屬於皮里特山的一部分，在1958年12月10日由美國探險隊定位，以該國上尉命名，現時由南極條約體系管理。